# Cratere Flaugergues
Flaugergues  è un cratere sulla superficie di Marte.